# Élisée Reclus
Jacques Élisée Reclus (Sainte Foy la Grande, 15 de marzo de 1830-Torhout, 4 de julio de 1905) fue un geógrafo francés. Miembro anarquista de la Primera Internacional y creador de la geografía social, fue autor de innumerables trabajos sobre geografía humana y geografía económica.

## Biografía
Segundo de una familia de catorce hijos de un pastor protestante, cuya madre descendía en línea directa de Enrique I de Inglaterra. Los hermanos de Élisée alcanzaron también gran notoriedad: Élie, el mayor, mitólogo y etnólogo, profesor de religiones comparadas en la Universidad Libre de Bruselas; Onésime, geógrafo experto en África; Paul Reclus, notable cirujano, profesor de la Facultad de Medicina de París, Armand, oficial de la Marina francesa, explorador de la zona del Darién y uno de los padres del proyecto del canal de Panamá.
En 1842, cuando Élisée tenía doce años, abandonó la casa paterna con su hermano mayor Élie para ganarse el pan y conocer el mundo, dirigiéndose a Alemania, donde encontraron en Neuwied (provincias renanas) un puesto en el colegio dirigido por los hermanos moravos. La estadía en ese establecimiento, más bien lánguida, les permite familiarizarse con el alemán y otros idiomas. Los Reclus conocen en ese internado al futuro novelista británico George Meredith. Cuando Élisée regresa a Francia en 1847, se matricula, por indicación de su padre, en la Facultad de Teología de Montauban. En 1848 estalla la revolución en París, acontecimiento que cambia la orientación intelectual de Élisée, que a sus lecturas habituales añade ahora las de Henri de Saint-Simon, Charles Fourier, Auguste Comte. Élie y Élisée se escapan del colegio con otros compañeros, recorriendo las provincias francesas del Mediterráneo, donde se mezclan en agitaciones populares de un marcado carácter socialista. Entonces el padre, que no pierde las esperanzas de contar con otro pastor en la familia, decide enviar a Élisée a estudiar teología a la Universidad de Berlín. Pero ya es tarde. Ha de resignarse a la evidencia de la transformación de su hijo, que desdeña ahora la teología. Élisée cambia las Escrituras por las clases de Carl Ritter, catedrático de geografía de la Universidad de Berlín, autor de La geografía en sus relaciones con la naturaleza y la historia del hombre, obra inconclusa en diez tomos, publicada entre 1822 y 1859, uno de los trabajos fundamentales de la geografía comparada que, en cierta manera, sería complementado más tarde por la Geografía universal de Élisée Reclus, al incluir estudios de Europa, América y Oceanía.
En 1851 Élisée y Élie vuelven a Francia, a Orthez, a la casa paterna. En diciembre de ese año se produce el golpe de Estado de Luis Napoleón, presidente de la República, quien ocupa el trono imperial como Napoleón III. La muerte de la joven República suscita olas de protesta y un levantamiento armado en la capital y en las provincias. Mientras Víctor Hugo encabeza la insurrección en París, en Orthez, Élie y Élisée Reclus fracasan en su intento de tomarse el ayuntamiento. El gobierno ordena la deportación de los insurrectos. El 1 de enero de 1852, los dos abandonan Francia. Se instalan en Londres, donde aspiran a desempeñarse como maestros. No lo consiguen, y marchan a Irlanda donde subsisten como peones agrícolas.
A los veintidós años de edad, Élisée Reclus se embarca como ayudante de cocina en el John Howell, velero de tres mástiles que zarpa de Valentia con destino a Nueva Orleans, donde consigue empleo de preceptor en casa de los Fortier, propietarios de extensas plantaciones. Entonces descubre la tragedia de la esclavitud. Su capacidad de análisis y su indignación compasiva le permiten escribir "La esclavitud en los Estados Unidos", serie de artículos publicados por la Revue des deux mondes en 1860, cuando se inicia la guerra de Secesión. Impelido por su deseo de conocer nuevas tierras, recorre varios países de América Latina y en 1855 llega a la Nueva Granada. En 1867 se afilia a la Internacional de Trabajadores.
La casa de la calle Feuillantines N.º 71 en París, donde viven Élie, Élisée y Clarisse, su compañera, es centro de reunión semanal de anarquistas y emigrados rusos, polacos, españoles. En 1868 aparece el estudio de Élisée sobre los continentes, que constituye el primer volumen de "La Tierra", y luego sus libros Historia de un arroyo e Historia de una montaña, ejemplos clásicos de geografía viviente. En Francia y en el extranjero, se afianza su fama como geógrafo. Clarisse, hija de senegalesa y de un capitán de la Marina Mercante de Sainte-Fay, muere el 28 de febrero de 1869.
La guerra franco-prusiana estalla en 1870 y Élisée, unido ahora a Fanny Lherminez, ingresa en la Guardia Nacional. Nadar y Reclus crean un servicio de correo postal con globos (con personas y palomas mensajeras a bordo), que tanto alivia el sitio de París. Después de la firma del armisticio con Prusia, con la capital aún sitiada, es proclamada la Comuna de París, en la que Reclus participa. Reclus aboga por la conciliación en un artículo escrito para El Grito del Pueblo, diario de Jules Vallès. En una salida de las tropas "federadas" (Guardia Nacional), a las cuales se había unido como voluntario, es hecho prisionero por las tropas de Versalles en la explanada de Châtillon.
Detenido, soporta meses de incertidumbre, hasta que el 15 de noviembre de 1871 es sometido a un consejo de guerra en Saint-Germain-en-Laye, que lo condena a deportación perpetua. Tanto en Brest como en Quélern, prisiones a las que es sucesivamente trasladado, hace gala de admirable entereza. Corrige en las mazmorras las pruebas del segundo volumen de "La Tierra" y organiza cursos de geografía e inglés para los presos que van a ser deportados a Nueva Caledonia. Élie, que durante La Comuna dirige la Biblioteca Nacional, luego de la derrota debe huir para salvar la vida.
Gracias a la intervención de algunos europeos notables pertenecientes al mundo de la ciencia y de las letras, la sentencia de deportación perpetua es conmutada por diez años de destierro. Entre ellos se encuentra Charles Darwin. Reclus permanece en Suiza desde 1872 hasta 1890. Fanny Lherminez muere en Lugano en 1874 y Élisée, que soporta mal la soledad, se une a la botánica y entomóloga Ermance Trignant-Beaumont. Los de Suiza son años de intenso trabajo y en su nueva esposa encuentra una colaboradora invalorable. En 1872 firma con la casa Hachette un contrato para la redacción y publicación de la Nueva geografía universal: 19 tomos de 800 a 900 páginas cada uno, mil grabados y cuatro mil mapas, obra que se editaría primero en fascículos de 16 páginas. Reclus emplea veinte años en concluirla. Por su trabajo recibe 600 francos mensuales, más dos céntimos por cada fascículo vendido.
En 1877 conoce a Piotr Kropotkin. El anarquista ruso era también geógrafo y sus trabajos científicos despiertan todavía hoy gran interés. Élisée Reclus muere en la localidad belga de Torhout el 4 de julio de 1905. Se había trasladado a ese país por invitación de la Universidad de Bruselas para dictar un curso de geografía. Diferencias insalvables con las directivas motivaron que el curso no se realizara allí sino en la Universidad Nueva (conocida también como Instituto de Altos Estudios y Universidad Libre), fundada por el propio Reclus y por Guillermo de Greet, para dictar en ella sus clases.

## Viaje a la Sierra Nevada de Santa Marta
Reclus llegó a la República de la Nueva Granada en 1855 y la abandonó en 1857. El producto de su experiencia en este país fue su diario de viaje Voyage à la Sierra Nevada de Sainte Marthe. Paysages de la nature tropicale, publicado en 1861. Según cuenta Reclus en su libro, un proyecto de explotación agrícola y el amor a los viajes le llevaron a América del Sur. Después de una permanencia de dos años en la Nueva Granada, volvió sin haber realizado sus planes de colonización y de exploración geográfica; sin embargo, y a pesar del mal resultado, el geógrafo deja manifiesta la felicidad que le produjo haber recorrido el país. Reclus es otro de los diferentes viajeros europeos que pisaron el país neogranadino, pero su visión sobre el mundo (desde una perspectiva social de la geografía, que lo ubica hoy como uno de los pioneros de dicho pensamiento) hace que sus viajes a América del Sur asuman un lugar distinguido entre las mentalidades de los viajeros que llegaban al continente desde Europa. Las reflexiones que realiza sobre las experiencias en América logran conservar una ideología que pretende resolver la problemática nacionalista vigente en la Europa de aquellos años con lo que él mismo llamaba "la reconciliación final". Dicha "reconciliación" fue pensada por Reclus como el punto definitivo que debía dar a todos los pueblos del mundo la libertad para vivir en una sola y misma nación. En uno de los pasajes del libro se puede leer: "Ese pueblo está compuesto de grupos aún aislados, que se comunican con gran trabajo a través de pantanos, selvas y cadenas de montañas, su estado social es aún muy imperfecto; sus elementos esparcidos están en la primera efervescencia de la juventud; pero está dotado de todas las fuerzas vitales que producen el éxito, porque él ha reunido coma en un haz las cualidades distintivas de las tres razas; descendiendo a la vez de los blancos de Europa, de los negros de África, de los indios de América, es más que los otros pueblos, el representante de la humanidad, que se ha reconciliado en él." Lo república neogranadina y sus vecinas son vistas por Reclus como hermanas aún débiles y pobres; pero que indudablemente logrará formarse "entre los imperios más poderosos del mundo". Reclus manifiesta una suerte de fe en el continente, expresando en el prólogo de su diario que "los que hablan con desprecio de la América Latina, y no ven en ella sino lo presa de los invasores anglo-sajones, no encontrarán algún día la suficiente elocuencia para cantar su gloria. Los aduladores se volverán en tropel hacia el sol naciente; séame permitido anticipármeles celebrando los primeros resplandores del albo." Así, la manera en que Reclus ve a América del Sur es como una gran tierra virgen, en soledad, joven, con todas las riquezas materiales para dar origen a la reconciliación entre la diversidad de los pueblos del mundo. 
Durante la primera parte de su itinerario, el recorrido es principalmente por las grandes ciudades portuarias de la Nueva Granada, Colon-Aspinwall, Portobelo, Cartagena y Santa Marta, y por pequeños pueblos que sirven como puntos de tránsito entre estos poblados, como Sabanilla, La Ciénaga, Mamatoco, etc.  Al hacer un primer contacto con grandes referentes de un esplendoroso pasado colonial, Reclus no puede evitar sentir cierto sentimiento de decadencia, especialmente con la ciudad de Cartagena, que la percibe en ruinas. Anterior a Barranquilla, las otras ciudades no significaron mayor tiempo de estadía para Reclus, sino que avanzaba de acuerdo a la disponibilidad de embarcaciones.  Es significativo para él la experiencia en Barranquilla, que de acuerdo a cierto tipo de activismo comercial podía colocarla en una situación ventajosa con respecto a Cartagena. La entrada a Barranquilla constituye el inicio o la entrada del viajero al mundo de los pantanos, de las aguas putrefactas, los insectos y el hastío del trópico. Sin lugar a dudas, fue una mala experiencia para el autor, según manifiesta en su diario de viaje, llegando a considerar por un momento que iba a ser asesinado en cualquier momento los bogas. Así, contrario a otros viajeros, vemos en Reclus una persona paciente con estos, algo tolerante a sus innumerables siestas durante la travesía. Santa Marta, por otra parte, aparece retratada por él como una ciudad que huele a flores. Es una ciudad donde permanece mucho más tiempo y entra en contacto con los pobladores de la región. Una de las razones para explicar este comportamiento es que Santa Marta es la ciudad que abre las puertas a la Sierra Nevada, el lugar donde al autor tenía pensado realizar su propósito de colonización, razón por la cual estuvo mucho más tiempo residiendo ahí que en otros lugares, pues concentró más tiempo en actividades como exploración del terreno e indagación acerca del mundo de la Sierra.  
La otra cara en esta primera parte del viaje, es la de los pueblos intermedios; aquellos donde viven las poblaciones indígenas y negras, dedicadas a la pesca y al cultivo, y que son la base para nutrir los mercados locales de ciudades como Barranquilla o Santa Marta. Las visitas corresponden a Riohacha, región a la que dedica una descripción cultural de los indios goagiros, mercaderes y pastores indomables que se pueden identificar, por su ubicación y características, como indígenas wayú. En la región de La Guajira, Reclus visita el cabo de la Vela y Gallinas, descubriendo actividades de contrabando, además de hacer referencias a las aspiraciones imperiales de Simón Bolívar en dicha zona.

## Obras

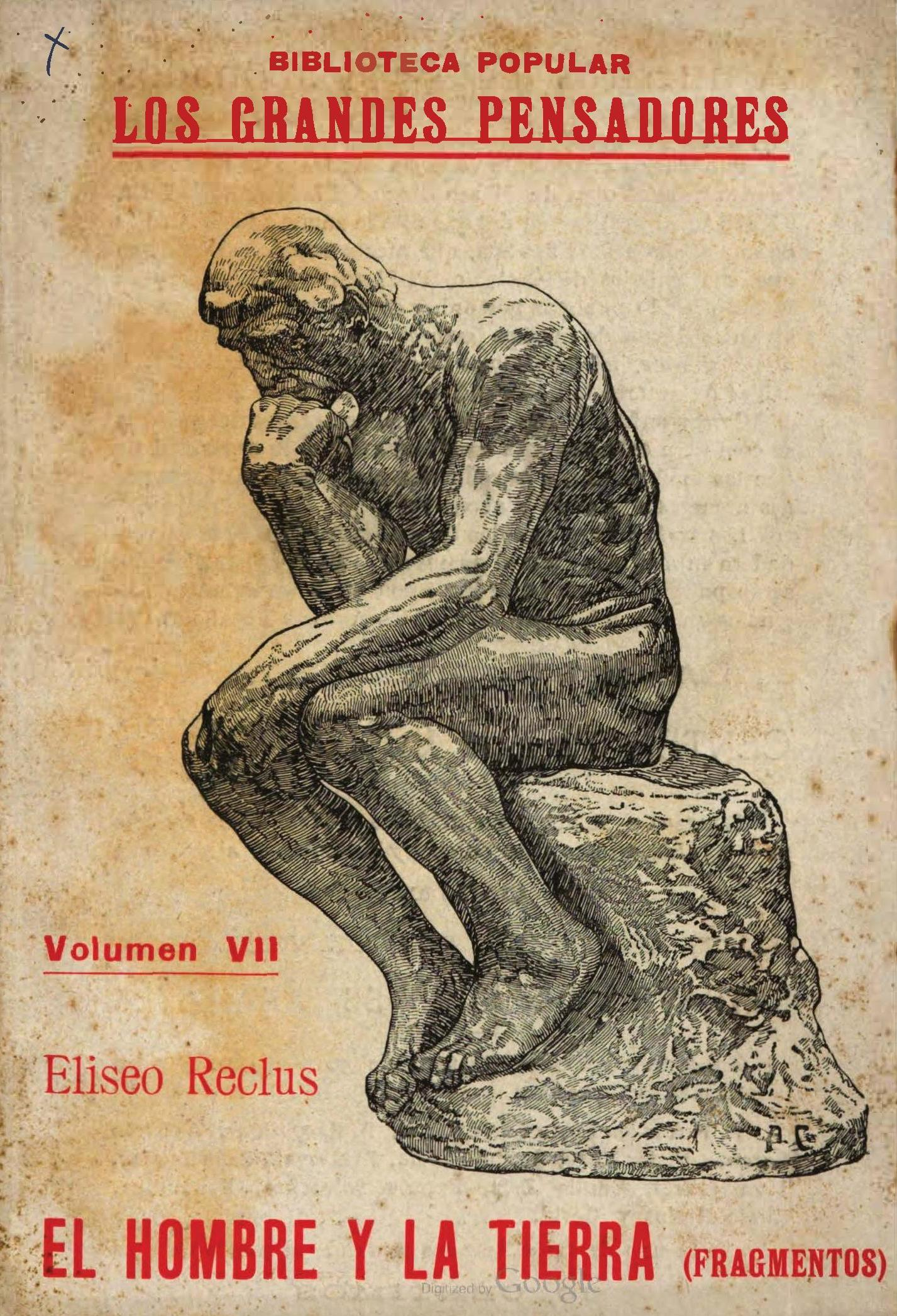
Cubierta de una edición en castellano de El hombre y la tierra

- Guide du voyageur à Londres et aux environs (1860)
- Voyage à la Sierra Nevada de Sainte Marthe. Paysages de la nature tropicale (1861)
- Les Villes d’hiver de la Méditerranée et les Alpes maritimes(1864)
- La terre, description des phénomènes de la vie du globe (1867-1868)
- Histoire d'un ruisseau (1869)
- Géographie Universelle (1875-1894)
- La Peine de mort Ginebra, 1879
- Histoire d’une montagne, (1880)
- Évolution et révolution, (1880)
- Unions libres (Chamerot, París)
- L'Évolution, la révolution et l'idéal anarchique (1897)
- L'Enseignement de la géographie. Globes, disques globulaires et reliefs (1901)
- L'Homme et la Terre (1905-1908)

Antología
- Du sentiment de la nature dans les sociétés modernes et autres textes, Éditions Premières Pierres, 2002 – ISBN 9782913534117

## Traducidas
- Novísima Geografía Universal (1906) en seis volúmenes, traducido por Vicente Blasco Ibáñez con la colaboración de Alberto Carsí. Editorial Prometeo Valencia.
- Viaje a la Sierra Nevada de Santa Marta (1992); prólogo de Álvaro Rodríguez Torres. (Voyage à la Sierra Nevada de Sainte Marthe. Paysages de la nature tropicale (1861))
- El Hombre y la Tierra (1931) Editada en fascículos y también disponible en tomos encuadernados.
- Viaje a Sierra Nevada de Santa Marta, Editorial Laertes, 1990 - ISBN 9788475841274
- "El arroyo", Editorial Media Vaca, 2001 - ISBN 9788493022167
- Historia de una montaña, Editorial José J. De Olañeta, 2008 - ISBN 9788497165921
- Historia de un arroyo, Editorial José J. De Olañeta, 2008 - ISBN 9788497165440
- La montaña, Amaru Ediciones, 2013 - ISBN 9788481960983
- Evolución, revolución y anarquía, Editorial Libros de Itaca, 2014 - ISBN 978-84-942513-3-7

### Artículos
- Federico Ferretti, “Traduire Reclus : l’Italie écrite par Attilio Brunialti”, Cybergeo, revue européenne de géographie, (2009) http://www.cybergeo.eu/index22544.html
- Federico Ferretti, "Europa y Occidente en la Nueva Geografia Universal de Eliseo Reclus” Germinal, Revista de Estudios Libertarios, 7 (2009), p. 27-54.
- Federico Ferretti, “La Comuna de París y los orígenes del pensamiento anarquista: la experiencia de los hermanos Reclus”, Germinal, Revista de Estudios Libertarios, 8 (2009), p. 8-41.
- Federico Ferretti, “Comment Élisée Reclus est devenu athée : un nouveau document biographique”, Cybergeo, revue européenne de géographie, (2010) http://cybergeo.revues.org/index22981.html
- Philippe Pelletier, La "plus grande merveille de l'histoire", le Jappn vu par Élisée Reclus, Hérodote, 117, p. 183-191, 2005
- Philippe Pelletier, La géographie innovante d'Élisée Reclus, les Amis de Ste Foy et sa région, n°86-2, p. 7-38, 2005
- Philippe Pelletier, La géographie innovante d'Élisée Reclus (version longue), Orthez, Cité du Livre, conférence du 10 décembre 2005
- Philippe Pelletier, La grande séparation à résorber : l'Orient et l'Occident vus pas Élisée Reclus, Transtext(e)s-Transcultures, p. 80-99, 2005
- Ernesto Mächler Tobar, "Un avantage pour des hommes sans peur. El sueño anarquista de Elisée Reclus en el Caribe Colombiano", in América, Cahiers du CRICCAL, Voyages et Fondations, 1ère Série, N° 35, Paris, Presses de la Sorbonne Nouvelle, 2006, p. 75-85.